# Anastasia Young
Anastasia Young (* 23. November 1988 in Queens, New York City) ist eine ehemalige US-amerikanische Rennrodlerin. 
Anastasia Young lebt in Merrick. 2005 gewann sie die Gesamtwertung des Junioren-Weltcups, 2007 wurde sie Zweite der Junioren-Challenge-Cup-Gesamtwertung und US-amerikanische Junioren-Vizemeisterin. 2008 kam ein dritter Rang im Gesamtweltcup der Junioren hinzu, bei den US-Juniorenmeisterschaften wurde sie Dritte, ebenso bei den US-Meisterschaften. Ein erster internationaler Erfolg im Damen-Bereich war die nationale Qualifikation für die Rennrodel-Weltmeisterschaften 2009 im heimischen Lake Placid. Dort erreichte sie auf Anhieb einen 14. Platz, profitierte aber auch vom Heimvorteil der US-amerikanischen Frauen. Danach bestritt sie in der Saison 2008/2009 auch zwei Weltcuprennen in Calgary und Lake Placid, wurde 16. und 21. und erzielte damit im Gesamtweltcup punktegleich mit Courtney Zablocki den 36. Platz. Im nächsten Winter bestritt Young keine Weltcuprennen und im August 2010 gab sie ihren Rücktritt bekannt.